# هوشينو هيساشي
هوشينو هيساشي (باليابانية: 星野恒؛ بالكانا: ほしの ひさし) هو مؤرخ ياباني، ولد في 1839، وتوفي في 1917.